# Stethynium obscurum
Stethynium obscurum är en stekelart som beskrevs av Girault 1931. Stethynium obscurum ingår i släktet Stethynium och familjen dvärgsteklar. Inga underarter finns listade i Catalogue of Life.